# Dąg
Dąg (niem. Dungen) – wieś w Polsce położona w województwie warmińsko-mazurskim, w powiecie ostródzkim, w gminie Łukta. W latach 1975–1998 miejscowość administracyjnie należała do województwa olsztyńskiego.
Wieś powstała w kształcie widlicy. Wcześniej do wsi administracyjnie należała osada Dąg Smolarnia, w 1769 r. wydzielona w osobną wieś Plichta. Nazwa wsi Dungen wywodzi się od imienia pruskiego imienia Turngen. 

## Historia
Wieś założona w 1352 r., później odnowiona w ramach osadnictwa szkatułowego. W 1530 wieś zamieszkiwała ludność polska i niemiecka. W 1540 roku w Dągu było trzech chłopów płacących podatki. W wyniku wojen z lat 1625–1635 wieś uległa wyludnieniu. W 1636 r. wieś zamieszkiwał jeden pszczelarz i jeden chłop, uprawiane było 7 włók ziemi a dwie leżały niezagospodarowane. 
Według spisu z 1735 roku we wsi Dąg było 22 mieszkańców a w Dągu Smolarni - 15 mieszkańców. W spisie wymieniana jest także osada Adlersbude z trzema mieszkańcami (obecnie leśniczówka Orlik nad jeziorem Szeląg). W 1739 r. nadzorca lasu w Dągu był Ludwig Turno a w latach 1747-87 Adam Bochm (wcześniej myśliwy w Ramotach). 
30 maja 1769 r., na mocy decyzji domeny ostródzkiej (zatwierdzone 28 czerwca 1769 r. przez kamerę z Królewca), Dąg podzielono na dwie wsie. W Dągu pozostało 17 włók i 13 morgów ziemi a resztę ziemi przyznano mieszkańcom nowej wsi Plichta.
W 1789 r. we wsi był 11 domów. W 1795 r. wieś odwiedził radca departamentu w celu spisania raportu o gospodarce. Mieszkańców wsi Dąg zaliczył do zamożniejszych, gdyż posiadali hodowle bydła i sady wiśniowe oraz jabłoniowe. Niektórzy utrzymywali się z rybołówstwa i dzierżawy karczowisk leśnych. W każdym gospodarstwie był sprzęt przeciwpożarowy: sikawka ręczna, latarnia, wiadro i drabina. We wsi była kufa na wodę. Publiczny piec piekarski znajdował się poza wsią. W 1794 r. we wsi mieszkało 9. chłopów płacących łącznie podatek w wysokości 73 talarów, 38 groszy i 15 fenigów.
W 1910 r. wieś obejmowała obszar 263 ha i składała się z 43 domów z 176 ludźmi (w tym 68 Polaków). W 1925 r. obszar wsi wynosił 255 ha a mieszkało w niej 210 osób (w tym pięciu katolików). W latach 30. XX w. w szkole w Dągu uczył Ernst Eissing (autor licznych artykułów o pobliskiej Łukcie i okolicznej przyrodzie). W 1939 r. we wsi było 187 mieszkańców. W 1945 r. żołnierze rosyjscy spalili tutejszą szkołę (dwuoddziałowa).